# ジノヴィー・ドッセル
ジノヴィー・ニコラエヴィチ・ドッセル（ロシア語: Зиновий Николаевич Доссер、1882年 - 1938年6月14日）は、ロシアの革命家、ソビエト連邦の財政家・外交官。セミョーン・ペトロヴィチ・レシー (Семён Петрович Леший) の党名を持つ。

## 生涯
1882年にロシア帝国ペルミ県ペルミで生まれたロシア人（ユダヤ人とも）。中等教育を終え、1902年からロシア社会民主労働党の党員となって革命運動に関わり始め、繰り返し逮捕された。1904年には党ペテルブルク委員会メンバー、翌1905年のロシア第一革命の際には3月から党モスクワ委メンバーとなり、10月にプレスニャ地区委を組織。その後もザモスクヴォレチエ地区委、モスクワ委および中央工業地区の軍事化に関わり、十二月蜂起の指導者の一人となった。しかし、革命後の1907年に離党し、革命運動からもしばし遠ざかった。
1917年の二月革命後からは再び石油労働組合で活動し、6月からはペトログラードのボリシェヴィキ組織で活動。十月革命の際もペトログラードで武装蜂起に参加した。翌1918年にはバクー県人民経済会議議長となり、1919年から1920年まではロシア社会主義連邦ソビエト共和国防衛・赤色陸海軍補給労農ソビエト非常委責任者、1920年から1922年まではロシア共和国国民経済最高会議 (ru) 大石油委議長を歴任し、1922年から1924年まではロシア共和国労働・防衛高等仲裁委およびソビエト連邦石油シンジケート (ru) 管理部でも活動。1924年から1926年までは石油シンジケートの駐中華民国代表、1926年から1928年6月までは駐イタリア・ソビエト連邦通商代表、1928年から1930年まではロシア共和国貿易人民委員部局長、1930年から1934年まではロシア共和国供給人民委員部局長を歴任した。
しかし、モスクワで通信販売上級エコノミストを務めていた1938年2月14日に逮捕され、反ソテロ組織への参加を理由に、同年6月14日連邦最高裁軍事参議会によって死刑を宣告され、同日処刑された。その後、1956年8月に名誉回復がなされた。